# Bernard I (książę Saksonii-Meiningen)
Bernard I (ur. 10 września 1649 w Govie, zm. 27 kwietnia 1706 w Meiningen) – książę Saksonii w księstwie Saksonii-Gothy-Altenburga od 1674 do 1680 (wraz z braćmi), po podziale od 1680 samodzielny książę Saksonii-Meiningen.

## Życiorys

Obszar księstwa Saksonii-Meiningen w 1680 na tle granic saskich księstw na terenie Turyngii

Bernard był jednym z licznych synów księcia Saksonii-Gotha-Altenburg Ernesta I Pobożnego z rodu Wettinów i Elżbiety Zofii, córki księcia Saksonii-Altenburg Jana Filipa. W wyniku podziału księstwa między siebie i sześciu braci otrzymał w 1680 jego niewielką część z Meiningen. Uczestniczył w wojnach prowadzonych przez cesarza Leopolda I Habsburga. Dzięki bezpotomnej śmierci trzech braci udało mu się powiększyć grancie swego księstwa o fragmenty ich dziedzin. W swym testamencie zakazał dalszego dzielenia księstwa. 

## Rodzina
Bernard był dwukrotnie żonaty. Pierwszą jego żoną była Maria Jadwiga (1647–1680), córka landgrafa Hesji-Darmstadt Jerzego II. Z tego związku pochodziło siedmioro dzieci:
- Ernest Ludwik I (1672–1724), następca ojca jako książę Saksonii-Meiningen,
- Bernard (1673–1694),
- Jan Ernest (1674–1675),
- Maria Elżbieta (1676–1676),
- Jan Jerzy (1677–1678),
- Fryderyk Wilhelm (1679–1746), książę Saksonii-Meiningen od 1743,
- Jerzy Ernest (1680–1699)[1].

Po śmierci pierwszej żony Bernard poślubił w 1681 Elżbietę Eleonorę Zofię (1658–1729), córkę księcia Brunszwiku-Wolfenbüttel Antoniego Ulryka i wdowę po Janie Jerzym z Meklemburgii-Schwerin. Para miała pięcioro dzieci:
- Elżbieta Ernestyna Antonia (1681–1766), ksieni w Gandersheimie[2],
- Eleonora Fryderyka (1683–1739),
- Antoni August (1684–1684),
- Wilhelmina Luiza (1686–1753), żona Karola, księcia Wirtembergii-Juliusburga,
- Antoni Ulryk (1687–1763), książę Saksonii-Meiningen od 1746[1].